# Buon Natale 2008
Buon Natale 2008 è un album del cantante italiano Al Bano pubblicato nel 2008 e dedicato alle canzoni natalizie ma soprattutto al repertorio della musica sacra. Tutti gli arrangiamenti sono realizzati da Alterisio Paoletti che rielabora con Al Bano la musica dei brani tradizionali.

## Tracce
1. Tu scendi dalla stelle (Alfonso Maria de' Liguori)
2. Ti ringrazio, o mio Signore (Cesáreo Gabaráin)
3. Mira il tuo popolo (Tradizionale)
4. Panis angelicus (Tradizionale, César Franck)
5. Bella notte (Sonny Burke, Peggy Lee, Albano Carrisi)
6. Salve Regina (Gregoriano) (Tradizionale, Albano Carrisi, Fabrizio Berlincioni)
7. Magnificat (Tradizionale, Marco Frisina)
8. Ave Maria (Gounod) (Tradizionale, Johann Sebastian Bach, Charles Gounod)
9. Padre nostro (Tradizionale)
10. Ave Maria (Saint Saëns) (Tradizionale, Camille Saint-Saëns)
11. Tra cielo e terra (Giuseppe Giacovazzo, Albano Carrisi, Alterisio Paoletti)
12. Intermezzo da "Cavalleria rusticana" (Pietro Mascagni, Giovanni Targioni-Tozzetti, Guido Menasci)
13. Salve Regina (Schubert) (Franz Schubert, Andrea Lo Vecchio)
14. Il mondo degli angeli (Maurizio Fabrizio, Oscar Avogadro, Romina Power)
15. Alleluia (Georg Friedrich Händel, Andris Solims)